# DVTK Jegesmedvék
DVTK Jegesmedvék (fost Miskolci JJSE) este un club de hochei pe gheață din Miskolc, Ungaria care evoluează în OB I bajnokság și în Erste Liga.

## Lotul de jucători 2009-2010
| Portari | Portari               |
| ------- | --------------------- |
| 28      | Ungaria Duschek Dávid |
| 30      | Ungaria Gyenes Dávid  |
| 39      | Ungaria Bálizs Bence  |
| 1       | Canada Ryan Molnar    |

| Atacanți | Atacanți                 |
| -------- | ------------------------ |
| 37       | Ungaria Dányi Róbert     |
| 17       | Ungaria Fekecs Norbert   |
| 7        | Ungaria Hajós Roland     |
| 69       | Ungaria Kállai Csaba     |
| 21       | Ungaria Kiss Attila      |
| 33       | Ungaria Korpos Gergő     |
| 71       | Ungaria Miskolczi Márk   |
| 91       | Ungaria Pietari Oksa     |
| 10       | Ungaria Popovics Patrik  |
| 82       | Ungaria Sike Zoltán      |
| 25       | Ungaria Dan Strengell    |
| 11       | Ungaria Túróczy Örs      |
| 38       | Ungaria Urbán Péter      |
| 29       | Ungaria Tóth Adrián      |
| 15       | Ungaria Rusznyák Szilárd |
| 89       | Slovacia Dusan Sijka     |

## Nume vechi
- 1978-90 - Miskolci Kinizsi
- 1990-94 - Miskolci HC
- 1994-2015 - Miskolci Jegesmedvék JSE
- 2015-prezent - DVTK Jegesmedvék